# Pro loco
En Italia, las Pro loco (el término es tanto singular como plural), son organizaciones tradicionalistas que buscan promover cierto lugar en particular, casi siempre un pueblo y su área circundante. "Pro loco" es una frase latina que quiere decir "en favor del lugar".
Las Pro loco funcionan como organizaciones voluntarias y no deben confundirse con instituciones de financiamiento oficial como las Aziende di Promozione Turística (APT) o los Uffici di Informazione e Accoglienza Turística (IAT), que tienen como fin promover el turismo.
En la mayoría de las localidades italianas, el propósito principal de las Pro loco es el de organizar, financiar, publicitar y gestionar fiestas tradicionales como la "sagra" o el "palio" de cada lugar, al servicio de los residentes. En muchos casos, sin embargo, dan además a conocer la zona al turismo y promueven sus productos, y las más activas patrocinan publicaciones, investigaciones y restauración de monumentos relacionados con el lugar que valorizan.
La UNPLI (Unione nazionale delle Pro Loco d'Italia) es la federación que reúne a la mayor parte de las Pro loco de Italia.